# بيرجر كناتنجيوس
بيرجر كناتنجيوس (1875 – 19 فبراير 1950) هو مبارز بالسيف سويدي راحل، مثّل بلاده في الألعاب الأولمبية الصيفية 1908.

## روابط خارجية
بيرجر كناتنجيوس على موقع أوليمبيديا (الإنجليزية)
- بيرجر كناتنجيوس على موقع اللجنة الأولمبية السويدية (السويدية)